# Роулингс, Маргарет
Ма́ргарет Ро́улингс (англ. Margaret Rawlings, 5 июня 1906 — 19 мая 1996) — английская актриса.
Родилась в Осаке в семье священника-миссионера. Образование она получила в Высшей школе Оксфорда, где в свободное от учёбы время принимала участие в местных театральных постановках. В 1928 году состоялся её дебют в Лондоне на Вест-Энде, а в конце десятилетия Роулингс гастролировала в США и Канаде. На большом экране актрис дебютировала в 1929 году, появившись в дальнейшем в шести кинокартинах, среди которых «Римские каникулы» (1953), «Руки потрошителя» (1971) и «Следуй за мной» (1972). Она также была известна своей работой на телевидении, в частности ролями в телефильмах «Гамлет» (1947) и «Джекилл и Хайд» (1990).
Роулингс дважды была замужем. Первым супругом был актёр Гэбриел Тойон, а вторым — сэр Роберт Барлов, от которого она родила ребёнка. Актриса умерла в своём доме в графстве Бакингемшир за две недели до своего девяностолетия.